# Grærup Strand
Grærup Strand er en strand og et sommerhusområde i Sydvestjylland, beliggende Ål Sogn i mellem Vejers Strand og Børsmose, direkte ud til Vesterhavet. Stedet er beliggende i Varde Kommune og tilhører Region Syddanmark. 
Området er omgivet af klitter, strand, skov og hede og grænser op til Oksbøl Skyde- og Øvelsesterræn.
Grærup Strand er et roligt område uden forretninger. Frem til 2007 havde FDM en campingplads her, som nu er lukket. Varde Kommune har afvist at give tilladelse til, at pladsen udstykkes til sommerhusgrunde.
Bebyggelsen Grærup ligger 3 kilometer inde i landet.
|  | Denne artikel om lokaliteten Grærup Strand kan blive bedre, hvis der indsættes et (bedre) billede. Du kan hjælpe ved at afsøge Wikimedia Commons for et passende billede eller lægge et op på Wikimedia Commons med en af de tilladte licenser og indsætte det i artiklen. |

55°39′0″N 8°8′17″Ø / 55.65000°N 8.13806°Ø